# Yaakov Neeman
Pour les articles homonymes, voir Neeman.
Yaakov Neeman (en hébreu : יעקב נאמן), né le 16 septembre 1939 à Tel Aviv et mort le 1er janvier 2017 à Jérusalem, est un avocat et un homme politique israélien.

## Biographie

### Jeunesse et formation
Né à Tel Aviv à l'époque du mandat britannique dans une famille sioniste, il poursuit ses études dans une yechiva avant d'effectuer son service militaire dans la brigade Golani.
Il étudie le droit à l'université hébraïque de Jérusalem où il décroche un Bachelor of Laws en 1964. Il continue ses études aux États-Unis, à l'université de New York dont il obtient une maîtrise en 1965 puis un doctorat en 1968. De retour en Israël, il fonde en 1972 le cabinet d'avocats Herzog, Fox & Ne'eman avec Chaim Herzog, futur président d'Israël et Michael Fox.

### Carrière politique
Yaccov Neeman est directeur général du ministère des Finances de 1979 à 1981.
En juin 1996, il est nommé ministre de la Justice dans le gouvernement de Benyamin Netanyahou, bien que n'étant pas député à la Knesset. Il doit démissionner dès le mois d'août suivant à la suite de sa mise en cause par le procureur général d'Israël Michael Ben-Yair pour son implication présumée dans la subornation d'un témoin lors du procès pour corruption d'Aryé Dery. Il est par la suite innocenté et réintègre le gouvernement comme ministre des Finances en juillet 1997. Il démissionne cependant de ce poste en décembre 1998 et retourne à son cabinet d'avocats.
Après le retour au pouvoir de Netanyahou en mars 2009, Yaacov Neeman est à nouveau nommé ministre de la Justice, fonction qu'il occupe jusqu'en mars 2013.
Résidant dans le quartier de Talbiya à Jérusalem, il y décède le 1er janvier 2017 à l'âge de 77 ans,.